# NGC 7263/1
NGC 7263/1 је лентикуларна галаксија у сазвежђу Гуштер која се налази на NGC листи објеката дубоког неба.
Деклинација објекта је + 36° 20' 59" а ректасцензија 22h 21m 45,2s. Привидна величина (магнитуда) објекта NGC 7263 износи 14,7 а фотографска магнитуда 15,6. NGC 72631 је још познат и под ознакама MCG 6-49-4, CGCG 514-12, 4ZW 97, PGC 68642.